# Henrik Dam
Henrik Dam (puno ime Carl Peter Henrik Dam) (21. veljače, 1895. – 17. travnja, 1976.) bio je danski biokemičar i fiziolog.
Dam je dobio 1943.g. Nobelovu nagradu za fiziologiju ili medicinu s Edward Adelbert Doisy za otkriće vitamina K i njegove uloge u fiziologiji čovjeka.
Dam je rođen i umro u Kopenhagenu.

## Vanjske poveznice
- Henrik Dam (engl.)